# Gynnidomorpha mesoxutha
Gynnidomorpha mesoxutha är en fjärilsart som beskrevs av Alfred Jefferis Turner 1916. Gynnidomorpha mesoxutha ingår i släktet Gynnidomorpha och familjen vecklare. Inga underarter finns listade i Catalogue of Life.